# AfterStep
AfterStep — менеджер окон для X Window System, во время разработки которого была предусмотрена гибкость настройки рабочего стола, улучшенный внешний вид и эффективное использование системных ресурсов. Изначально AfterStep был вариантом FVWM, который воспроизводил графический интерфейс операционной системы NeXTSTEP, но с ходом разработки отдалился от FVWM.
AfterStep включает в себя несколько модулей, таких как:
- Pager — визуальный инструмент для управления и перемещения между несколькими рабочими столами
- WinList — простая панель задач, отображающая активные приложения
- Wharf — инструмент управления запуском приложений, панелью, содержащей наиболее часто используемые приложения и апплетами.

AfterStep поддерживает виртуальные экраны. Настройка внешнего вида производится при помощи набора текстовых файлов конфигурации.
AfterStep поддерживается небольшим сообществом разработчиков, в котором Саша Васко является менеджером проекта.